# Berthella elongata
Berthella elongata is een slakkensoort uit de familie van de Pleurobranchidae. De wetenschappelijke naam van de soort is voor het eerst geldig gepubliceerd in 1835 door Cantraine.